# Zaraï
Zaraï est une ville berbère, carthaginoise et romaine située à l'emplacement de l'actuelle Aïn Oulmene dans la Wilaya de Sétif en Algérie. Sous les Romains, elle faisait partie de la province de Numidie.

## Appellation et localisation
Le nom punique de la ville était (srʾʿ) (en langue punique: 𐤎𐤓𐤀𐤏). 
Zaraï est mentionnée dans l’Itinéraire d'Antonin et dans la Table de Peutinger. Le géographe grec Ptolémée l'appelle Zaratha et la place à tort en Maurétanie Césarienne. L'expression la place à tort signifie que Ptolémée a localisé la ville de manière incorrecte dans sa Géographie. Autrement dit, il a indiqué que Zaraï (qu'il appelle Zaratha) se trouvait en Maurétanie Césarienne, alors qu'en réalité, la ville se situait dans la province romaine de Numidie. C’est une erreur de localisation géographique de sa part. Il s'agit probablement de la Zaratha d'Apulée. Ces deux formes et le terme Zaraitani trouvé dans une inscription semblent indiquer que le nom Zaraï, qui apparaît dans une autre inscription, a dû perdre une lettre finale.
Les ruines de Zaraï sont appelées "Henshir Zraïa" et se trouvent dans la commune d'Aïn Oulmene. Elles sont situées au sud-est de la ville de Sétif en Algérie, couronnant une éminence qui surplombe toute la région sur la rive gauche de l'Oued Taourlatent, connu des Arabes médiévaux sous le nom d'Oued Zaraoua. Les vestiges d'une citadelle byzantine et de deux basiliques chrétiennes sont encore visibles.

## Histoire
Les habitants indigènes de Zaraï étaient les tribus berbères Zenata et Sanhadja. Elle était un comptoir commercial carthaginois qui frappait ses propres pièces de bronze.
La région de Zaraï est connue depuis l'Antiquité car ses plaines dépendaient de la Maurétanie césarienne et non de la Maurétanie sétifienne.
Selon Stéphane Gsell qui a entrepris des fouilles dans la région au début du XXe siècle, les plaines au sud de la colonie de Sétif fondée par Nerva (vers 96-98), ont été occupées par les Romains jusqu’à Zaraï dès le règne d’Hadrien (117-138). Elles formaient à cette époque un territoire exclusivement militaire et fiscal : la sécurité était assurée par une cohorte stationnée à Zaraï (soit la 1re Flavia Equilata, soit la 6e Commagenorum), et la mise en valeur était assurée par son incorporation en bloc au domaine impérial. L'emplacement de la ville de Zaraï, adossé à la colline Béïra, a constitué pendant des siècles une nécropole, d'abord romaine puis byzantine.
Zaraï fut protégée après que l'empereur Hadrien eut lancé la construction d'un mur semblable à celui portant son nom en Britannia romaine, grâce à l'une des sections du Fossatum Africae : la section de Hodna ou de Bou Taleb. Cette section commence près des pentes nord-est des monts Hodna, se dirige vers le sud en suivant les contreforts, puis vers l’est en direction de Zaraï, avant de repartir vers l’ouest pour encercler l’extrémité orientale des monts Hodna, se plaçant entre ceux-ci et les établissements romains de Cellas et Macri. La longueur de ce segment est d’environ 100 km. Il traversait probablement l’ancienne frontière entre la Numidie et la Maurétanie Sétifienne.

« Le poste frontalier se trouvait à Zaraï, limite dans cette direction de la zone placée sous la responsabilité de la Troisième Légion Auguste. Zaraï devint une ville romaine, dont d’importants vestiges ont été conservés. Vers 213 apr. J.-C., elle cessa probablement d’être garnisonnée, car les terres environnantes étaient devenues paisibles, bien qu'elles fussent encore exposées à des incursions occasionnelles venant du désert. Le district entre Lambaesis et Zaraï a conservé de nombreuses traces de communautés fondées par d’anciens soldats, qui se tournèrent vers l’agriculture après leur service... Depuis Zaraï, deux grandes routes menaient vers la Maurétanie, l’une se dirigeant au nord-ouest en passant par l'importante ville de Sitifis, l’autre suivant une ligne méridionale. Les deux routes se rejoignaient à Auzia (Aumale en Algérie). Elles traversaient des régions largement occupées par les domaines des empereurs. »

Les Byzantins fortifièrent la ville, qui devint la ville frontière occidentale de leurs possessions en Afrique. 
Au VIIIe siècle, Uqba ibn Nafi installa une garnison à proximité. La petite ville de Zaraï perdit peu à peu son importance jusqu’à disparaître entièrement.

## Diocèse
Zaraï est le siège d’un évêché chrétien. Elle fut l’une des principales villes impliquées dans la controverse donatiste. Les vestiges d’une citadelle byzantine et de deux basiliques sont encore visibles. Trois évêques de Zaraï sont connus dans l’Antiquité. Le siège est tombé en désuétude après la conquête musulmane du Maghreb, mais a été plus tard rétabli par l’Église catholique romaine comme siège titulaire.
Les évêques connus sont :
- Cresconius, présent à la Conférence de Carthage (411), où il avait pour rival le donatiste Rogatus[7]  ;
- Adéodat, l’un des évêques catholiques convoqués par Huneric à une conférence à Carthage en février 484, puis exilé.
- Edmond Alfred Dardel (nommé le 23 août 1889 – 21 mars 1890)
- Esteban Sánchez de las Heras (nommé le 15 janvier 1895 – 21 juin 1896), vicaire apostolique d'Amoy (it)
- Jeroom Van Aertselaer (nl) (nommé le 7 mai 1898 – 12 janvier 1924), vicaire apostolique de Mongolie-Centrale
- Félix Bilbao Ugarriza (es) (nommé le 23 avril 1924 – 14 décembre 1925), évêque auxiliaire de Tortosa
- Enrique María Dubuc Moreno (nommé le 10 mai 1926 – 26 septembre 1926), évêque coadjuteur de Barquisimeto
- Jan Stavěl (cs) (nommé le 29 avril 1927 – 6 novembre 1938), évêque auxiliaire d'Olomouc
- Vince Kovács (hu) (nommé le 20 juillet 1940 – 15 mars 1974), évêque auxiliaire de Vác
- Benito Cocchi (it) (nommé le 12 décembre 1974 – 22 mai 1982), évêque auxiliaire de Bologne
- José Sebastián Laboa Gallego (en) (nommé le 18 décembre 1982 – 24 octobre 2002), nonce apostolique au Panama (en), au Paraguay (en), à Malte et en Libye
- Assis Lopes (pt) (nommé le 22 janvier 2003 – ), évêque auxiliaire de São Sebastião do Rio de Janeiro

### Sources
- (en) « Zarai », sur Catholic Encyclopedia
- (en) Head Barclay, G.F. Hill, George MacDonald et W. Wroth, « Numidia », Oxford, Clarendon Press, 1911, p. 884–887.
- (en) James Reid, The Municipalities of the Roman Empire, London, University of London (ISBN 9781107683082)
- Pol Trousset, « Les limites sud de la réoccupation Byzantine », Antiquité Tardive, volume 10,‎ 2002, p. 143–150 (ISSN 2295-9718).